# طواف لانكاوي 2018
طواف لانكاوي 2018 (بالفرنسية: Tour de Langkawi 2018)‏ هو سباق دراجات هوائية، وهو الموسم رقم 23 من السباق، وأقيم خلال الفترة 18 مارس 2018، وحتى 25 مارس 2018، وامتدّ لمسافة 1347.4 كيلومتر، وهو أحد سباقات طواف آسيا للدراجات 2018، وهو من نوع سباق المرحلة، وقد شارك في السباق 131 متسابقاً ووصل إلى نهايته 91 متسابقاً.
فاز فيه بالمركز الأول أرتيوم أوفتشكين، وبالمركز الثاني Łukasz Owsian ‏، وبالمركز الثالث بنيامين ديبول، والفائز في ترتيب التسلق  أندريا جوارديني، والفائز حسب ترتيب النقاط ألفارو دوارتي، والفريق الفائز في ترتيب الفرق ويلير تريستينا-سيل إيطاليا 2018.

## الفرق
| فرق عالمية (2)- Astana - Dimension Data فرق قارية محترفة (6)- أندروني جوكاتولي-سيدرمك 2018 ‏ - Bardiani CSF - CCC Development Team ‏ - فريق مانزانا بوستوبون 2018 ‏ - Rally Cycling - ويلير تريستينا-سيل إيطاليا 2018 ‏ فرق قارية (13)- Roadbike Philippines ‏ - Bennelong SwissWellness Cycling Team p/b Cervelo ‏ - Forca Amskins Racing ‏ - Giant Cycling Team ‏ - FNIX–SCOM–Hengxiang Cycling Team ‏ - KFC Cycling Team ‏ - Kinan Racing Team ‏ - KSPO Professional ‏ - Mitchelton–BikeExchange ‏ - تيم سابورا سايكلنج ‏ - St George Continental Cycling Team ‏ - تيرينجانو سايكلنج تيم ‏ - Thailand Continental Cycling Team ‏ فريق وطني- فريق ماليزيا لركوب الدراجات للرجال‏ |  |
| |  |

## المراحل
| قائمة المراحل | قائمة المراحل | قائمة المراحل               | قائمة المراحل | قائمة المراحل | قائمة المراحل   | قائمة المراحل   |
| المرحلة       | التاريخ       | الدورة                      |               | المسافة (كم)  | الفائز بالمرحلة | القائد العام    |
| ------------- | ------------- | --------------------------- | ------------- | ------------- | --------------- | --------------- |
| 1             | 18 مارس       | كانجار – Kulim ‏             | مرحلة مستوية  | 147٫9         | أندريا جوارديني | أندريا جوارديني |
| 5             | 22 مارس       | بينتونغ ‏ – مرتفعات كاميرون  | مرحلة جبلية   | 169٫4         | أرتيوم أوفتشكين | أرتيوم أوفتشكين |
| 6             | 23 مارس       | Tapah ‏ – Tanjung Malim ‏     | مرحلة مستوية  | 108٫5         | لوكا باسيوني    | أرتيوم أوفتشكين |
| 7             | 24 مارس       | نيلايْ ‏ – موار               | مرحلة مستوية  | 222٫4         | مانويل بيليتي   | أرتيوم أوفتشكين |
| 4             | 21 مارس       | دون جون – فيكان             | مرحلة مستوية  | 183٫8         | ريكاردو مينالي  | آدم دي فوس      |
| 2             | 19 مارس       | Gerik ‏ – كوتا بهارو         | مرحلة جبلية   | 208٫3         | ريكاردو مينالي  | ريكاردو مينالي  |
| 3             | 20 مارس       | كوتا بهارو – كوالا ترينغانو | مرحلة مستوية  | 166           | آدم دي فوس      | آدم دي فوس      |
| 8             | 25 مارس       | Rembau ‏ – كوالالمبور        | مرحلة جبلية   | 141٫1         | أندريا جوارديني | أرتيوم أوفتشكين |

## النتيجة

### مرحلة 1
هي مرحلة مسطحة، أجريت في 18 مارس 2018 فاز بالمرحلة أندريا جوارديني، ومتصدر الترتيب العام في نهاية المرحلة أندريا جوارديني، ومتصدر ترتيب الفرق أندروني جوكاتولي-سيدرمك 2018 ‏.
| التصنيف العام         | التصنيف العام               | التصنيف العام         | التصنيف العام               | التصنيف العام     |
| الدراج                | الدراج                      | البلد                 | الفريق                      | الوقت             |
| --------------------- | --------------------------- | --------------------- | --------------------------- | ----------------- |
| 1.                    | أندريا جوارديني             | إيطاليا               | Bardiani CSF                | 3 س 28 دقيقة 52 ث |
| 2.                    | Seo Joon-yong ‏              | كوريا الجنوبية        | KSPO-Bianchi Asia           | + 6 ث             |
| 3.                    | Wang Bo ‏                    | جمهورية الصين الشعبية | Hengxiang                   | + 6 ث             |
| 4.                    | Mekseb Debesay ‏             | إريتريا               | دايمنشن داتا                | + 8 ث             |
| 5.                    | Nik Mohamad Azman Zulkifli ‏ | ماليزيا               | Forca-Amskins Racing        | + 8 ث             |
| 6.                    | خوان سباستيان مولانو        | كولومبيا              | Manzana Postobón            | + 9 ث             |
| 7.                    | Muhammad Abdurrahman ‏       | إندونيسيا             | KFC                         | + 10 ث            |
| 8.                    | ديلن بيج                    | سويسرا                | Sapura                      | + 11 ث            |
| 9.                    | مانويل بيليتي               | إيطاليا               | Androni Giocattoli-Sidermec | + 12 ث            |
| 10.                   | ريكاردو مينالي              | إيطاليا               | أستانا                      | + 12 ث            |
| مصدر: ProCyclingStats |                             |                       |                             |                   |

### مرحلة 2
هي مرحلة جبلية، أجريت في 19 مارس 2018 فاز بالمرحلة ريكاردو مينالي، ومتصدر الترتيب العام في نهاية المرحلة ريكاردو مينالي.
| التصنيف العام         | التصنيف العام               | التصنيف العام         | التصنيف العام                       | التصنيف العام     |
| الدراج                | الدراج                      | البلد                 | الفريق                              | الوقت             |
| --------------------- | --------------------------- | --------------------- | ----------------------------------- | ----------------- |
| 1.                    | ريكاردو مينالي              | إيطاليا               | أستانا                              | 8 س 47 دقيقة 13 ث |
| 2.                    | Seo Joon-yong ‏              | كوريا الجنوبية        | KSPO-Bianchi Asia                   | + 5 ث             |
| 3.                    | ماتيو مالوسيلي              | إيطاليا               | Androni Giocattoli-Sidermec         | + 5 ث             |
| 4.                    | Mekseb Debesay ‏             | إريتريا               | دايمنشن داتا                        | + 7 ث             |
| 5.                    | Paolo Simion ‏               | إيطاليا               | Bardiani CSF                        | + 7 ث             |
| 6.                    | يفغيني جيديتش               | كازاخستان             | أستانا                              | + 7 ث             |
| 7.                    | Nik Mohamad Azman Zulkifli ‏ | ماليزيا               | Forca-Amskins Racing                | + 7 ث             |
| 8.                    | مارسيلو فيليبي هيرنانديز ‏   | الفلبين               | 7 Eleven-Cliqq Roadbike Philippines | + 8 ث             |
| 9.                    | Niu Yikui ‏                  | جمهورية الصين الشعبية | Mitchelton-BikeExchange             | + 8 ث             |
| 10.                   | خوان سباستيان مولانو        | كولومبيا              | Manzana Postobón                    | + 8 ث             |
| مصدر: ProCyclingStats |                             |                       |                                     |                   |

### مرحلة 3
هي مرحلة مسطحة، أجريت في 20 مارس 2018 فاز بالمرحلة آدم دي فوس، ومتصدر الترتيب العام في نهاية المرحلة آدم دي فوس، ومتصدر ترتيب الفرق رالي سايكلينغ 2018 ‏.
| التصنيف العام         | التصنيف العام               | التصنيف العام  | التصنيف العام               | التصنيف العام      |
| الدراج                | الدراج                      | البلد          | الفريق                      | الوقت              |
| --------------------- | --------------------------- | -------------- | --------------------------- | ------------------ |
| 1.                    | آدم دي فوس                  | كندا           | رالي                        | 12 س 45 دقيقة 31 ث |
| 2.                    | Nik Mohamad Azman Zulkifli ‏ | ماليزيا        | Forca-Amskins Racing        | + 14 ث             |
| 3.                    | Harry Sweeny ‏               | أستراليا       | Mitchelton-BikeExchange     | + 22 ث             |
| 4.                    | ريكاردو مينالي              | إيطاليا        | أستانا                      | + 1 دقيقة 19 ث     |
| 5.                    | ماتيو مالوسيلي              | إيطاليا        | Androni Giocattoli-Sidermec | + 1 دقيقة 24 ث     |
| 6.                    | Seo Joon-yong ‏              | كوريا الجنوبية | KSPO-Bianchi Asia           | + 1 دقيقة 24 ث     |
| 7.                    | Mekseb Debesay ‏             | إريتريا        | دايمنشن داتا                | + 1 دقيقة 26 ث     |
| 8.                    | Paolo Simion ‏               | إيطاليا        | Bardiani CSF                | + 1 دقيقة 26 ث     |
| 9.                    | يفغيني جيديتش               | كازاخستان      | أستانا                      | + 1 دقيقة 26 ث     |
| 10.                   | توماس لباس                  | فرنسا          | Kinan                       | + 1 دقيقة 27 ث     |
| مصدر: ProCyclingStats |                             |                |                             |                    |

### مرحلة 4
هي مرحلة مسطحة، أجريت في 21 مارس 2018 فاز بالمرحلة ريكاردو مينالي، ومتصدر الترتيب العام في نهاية المرحلة آدم دي فوس، ومتصدر ترتيب الفرق رالي سايكلينغ 2018 ‏.
| التصنيف العام         | التصنيف العام               | التصنيف العام         | التصنيف العام                       | التصنيف العام      |
| الدراج                | الدراج                      | البلد                 | الفريق                              | الوقت              |
| --------------------- | --------------------------- | --------------------- | ----------------------------------- | ------------------ |
| 1.                    | آدم دي فوس                  | كندا                  | رالي                                | 16 س 55 دقيقة 45 ث |
| 2.                    | Nik Mohamad Azman Zulkifli ‏ | ماليزيا               | Forca-Amskins Racing                | + 14 ث             |
| 3.                    | Harry Sweeny ‏               | أستراليا              | Mitchelton-BikeExchange             | + 22 ث             |
| 4.                    | ريكاردو مينالي              | إيطاليا               | أستانا                              | + 1 دقيقة 09 ث     |
| 5.                    | Paolo Simion ‏               | إيطاليا               | Bardiani CSF                        | + 1 دقيقة 26 ث     |
| 6.                    | يفغيني جيديتش               | كازاخستان             | أستانا                              | + 1 دقيقة 26 ث     |
| 7.                    | مارسيلو فيليبي هيرنانديز ‏   | الفلبين               | 7 Eleven-Cliqq Roadbike Philippines | + 1 دقيقة 27 ث     |
| 8.                    | توماس لباس                  | فرنسا                 | Kinan                               | + 1 دقيقة 27 ث     |
| 9.                    | Niu Yikui ‏                  | جمهورية الصين الشعبية | Mitchelton-BikeExchange             | + 1 دقيقة 27 ث     |
| 10.                   | ألفارو دوارتي               | كولومبيا              | Forca-Amskins Racing                | + 1 دقيقة 28 ث     |
| مصدر: ProCyclingStats |                             |                       |                                     |                    |

### مرحلة 5
هي مرحلة جبلية، أجريت في 22 مارس 2018 فاز بالمرحلة أرتيوم أوفتشكين، ومتصدر الترتيب العام في نهاية المرحلة أرتيوم أوفتشكين، ومتصدر ترتيب الفرق تيرينجانو سايكلنج تيم ‏.
| التصنيف العام         | التصنيف العام            | التصنيف العام | التصنيف العام              | التصنيف العام      |
| الدراج                | الدراج                   | البلد         | الفريق                     | الوقت              |
| --------------------- | ------------------------ | ------------- | -------------------------- | ------------------ |
| 1.                    | أرتيوم أوفتشكين          | روسيا         | Terengganu                 | 21 س 21 دقيقة 34 ث |
| 2.                    | بنيامين ديبول            | أستراليا      | St George Continental      | + 32 ث             |
| 3.                    | Harry Sweeny ‏            | أستراليا      | Mitchelton-BikeExchange    | + 59 ث             |
| 4.                    | Amanuel Ghebreigzabhier ‏ | إريتريا       | دايمنشن داتا               | + 1 دقيقة 01 ث     |
| 5.                    | يفغيني جيديتش            | كازاخستان     | أستانا                     | + 1 دقيقة 07 ث     |
| 6.                    | توماس لباس               | فرنسا         | Kinan                      | + 1 دقيقة 08 ث     |
| 7.                    | ألفارو دوارتي            | كولومبيا      | Forca-Amskins Racing       | + 1 دقيقة 10 ث     |
| 8.                    | Metkel Eyob ‏             | إريتريا       | Terengganu                 | + 1 دقيقة 20 ث     |
| 9.                    | Piotr Brożyna ‏           | بولندا        | CCC Sprandi Polkowice      | + 1 دقيقة 20 ث     |
| 10.                   | Luca Raggio ‏             | إيطاليا       | ويلير تريستينا-سيل إيطاليا | + 1 دقيقة 20 ث     |
| مصدر: ProCyclingStats |                          |               |                            |                    |

### مرحلة 6
هي مرحلة مسطحة، أجريت في 23 مارس 2018 فاز بالمرحلة لوكا باسيوني، ومتصدر الترتيب العام في نهاية المرحلة أرتيوم أوفتشكين.
| التصنيف العام         | التصنيف العام            | التصنيف العام | التصنيف العام              | التصنيف العام      |
| الدراج                | الدراج                   | البلد         | الفريق                     | الوقت              |
| --------------------- | ------------------------ | ------------- | -------------------------- | ------------------ |
| 1.                    | أرتيوم أوفتشكين          | روسيا         | Terengganu                 | 23 س 46 دقيقة 29 ث |
| 2.                    | بنيامين ديبول            | أستراليا      | St George Continental      | + 32 ث             |
| 3.                    | Harry Sweeny ‏            | أستراليا      | Mitchelton-BikeExchange    | + 59 ث             |
| 4.                    | Amanuel Ghebreigzabhier ‏ | إريتريا       | دايمنشن داتا               | + 1 دقيقة 00 ث     |
| 5.                    | يفغيني جيديتش            | كازاخستان     | أستانا                     | + 1 دقيقة 05 ث     |
| 6.                    | توماس لباس               | فرنسا         | Kinan                      | + 1 دقيقة 08 ث     |
| 7.                    | ألفارو دوارتي            | كولومبيا      | Forca-Amskins Racing       | + 1 دقيقة 10 ث     |
| 8.                    | Metkel Eyob ‏             | إريتريا       | Terengganu                 | + 1 دقيقة 20 ث     |
| 9.                    | Piotr Brożyna ‏           | بولندا        | CCC Sprandi Polkowice      | + 1 دقيقة 20 ث     |
| 10.                   | Luca Raggio ‏             | إيطاليا       | ويلير تريستينا-سيل إيطاليا | + 1 دقيقة 20 ث     |
| مصدر: ProCyclingStats |                          |               |                            |                    |

### مرحلة 7
هي مرحلة مسطحة، أجريت في 24 مارس 2018 فاز بالمرحلة مانويل بيليتي، ومتصدر الترتيب العام في نهاية المرحلة أرتيوم أوفتشكين.
| التصنيف العام         | التصنيف العام            | التصنيف العام | التصنيف العام                   | التصنيف العام      |
| الدراج                | الدراج                   | البلد         | الفريق                          | الوقت              |
| --------------------- | ------------------------ | ------------- | ------------------------------- | ------------------ |
| 1.                    | أرتيوم أوفتشكين          | روسيا         | Terengganu                      | 28 س 56 دقيقة 20 ث |
| 2.                    | Łukasz Owsian ‏           | بولندا        | CCC Sprandi Polkowice           | + 28 ث             |
| 3.                    | بنيامين ديبول            | أستراليا      | St George Continental           | + 32 ث             |
| 4.                    | Giuseppe Fonzi ‏          | إيطاليا       | ويلير تريستينا-سيل إيطاليا      | + 57 ث             |
| 5.                    | Harry Sweeny ‏            | أستراليا      | Mitchelton-BikeExchange         | + 59 ث             |
| 6.                    | Amanuel Ghebreigzabhier ‏ | إريتريا       | دايمنشن داتا                    | + 1 دقيقة 00 ث     |
| 7.                    | يفغيني جيديتش            | كازاخستان     | أستانا                          | + 1 دقيقة 02 ث     |
| 8.                    | بريندون ديفيدز           | جنوب أفريقيا  | Bennelong-SwissWellness-Cervélo | + 1 دقيقة 02 ث     |
| 9.                    | توماس لباس               | فرنسا         | Kinan                           | + 1 دقيقة 08 ث     |
| 10.                   | ألفارو دوارتي            | كولومبيا      | Forca-Amskins Racing            | + 1 دقيقة 10 ث     |
| مصدر: ProCyclingStats |                          |               |                                 |                    |

### مرحلة 8
هي مرحلة جبلية، أجريت في 25 مارس 2018 فاز بالمرحلة أندريا جوارديني، ومتصدر الترتيب العام في نهاية المرحلة أرتيوم أوفتشكين، ومتصدر ترتيب الفرق ويلير تريستينا-سيل إيطاليا 2018 ‏.
| التصنيف العام         | التصنيف العام | التصنيف العام | التصنيف العام | التصنيف العام |
| الدراج                | الدراج        | البلد         | الفريق        | الوقت         |
| --------------------- | ------------- | ------------- | ------------- | ------------- |
| مصدر: ProCyclingStats |               |               |               |               |

## التصنيف العام النهائي
| التصنيف العام         | التصنيف العام            | التصنيف العام | التصنيف العام                   | التصنيف العام      |
| الدراج                | الدراج                   | البلد         | الفريق                          | الوقت              |
| --------------------- | ------------------------ | ------------- | ------------------------------- | ------------------ |
| 1.                    | أرتيوم أوفتشكين          | روسيا         | Terengganu                      | 32 س 06 دقيقة 45 ث |
| 2.                    | Łukasz Owsian ‏           | بولندا        | CCC Sprandi Polkowice           | + 27 ث             |
| 3.                    | بنيامين ديبول            | أستراليا      | St George Continental           | + 32 ث             |
| 4.                    | Amanuel Ghebreigzabhier ‏ | إريتريا       | دايمنشن داتا                    | + 54 ث             |
| 5.                    | Giuseppe Fonzi ‏          | إيطاليا       | ويلير تريستينا-سيل إيطاليا      | + 57 ث             |
| 6.                    | يفغيني جيديتش            | كازاخستان     | أستانا                          | + 1 دقيقة 02 ث     |
| 7.                    | بريندون ديفيدز           | جنوب أفريقيا  | Bennelong-SwissWellness-Cervélo | + 1 دقيقة 02 ث     |
| 8.                    | توماس لباس               | فرنسا         | Kinan                           | + 1 دقيقة 08 ث     |
| 9.                    | ألفارو دوارتي            | كولومبيا      | Forca-Amskins Racing            | + 1 دقيقة 10 ث     |
| 10.                   | Harry Sweeny ‏            | أستراليا      | Mitchelton-BikeExchange         | + 1 دقيقة 17 ث     |
| مصدر: ProCyclingStats |                          |               |                                 |                    |

### تصنيف النقاط
| تصنيف النقاط          | تصنيف النقاط                | تصنيف النقاط | تصنيف النقاط                | تصنيف النقاط |
| الدراج                | الدراج                      | البلد        | الفريق                      | الوقت        |
| --------------------- | --------------------------- | ------------ | --------------------------- | ------------ |
| 1.                    | أندريا جوارديني             | إيطاليا      | Bardiani CSF                | 61 نقطة      |
| 2.                    | ريكاردو مينالي              | إيطاليا      | أستانا                      | 58 نقطة      |
| 3.                    | لوكا باسيوني                | إيطاليا      | ويلير تريستينا-سيل إيطاليا  | 44 نقطة      |
| 4.                    | مانويل بيليتي               | إيطاليا      | Androni Giocattoli-Sidermec | 42 نقطة      |
| 5.                    | يفغيني جيديتش               | كازاخستان    | أستانا                      | 42 نقطة      |
| 6.                    | Paolo Simion ‏               | إيطاليا      | Bardiani CSF                | 24 نقطة      |
| 7.                    | ديلن بيج                    | سويسرا       | Sapura                      | 22 نقطة      |
| 8.                    | Harrif Saleh ‏               | ماليزيا      | Terengganu                  | 22 نقطة      |
| 9.                    | Amanuel Ghebreigzabhier ‏    | إريتريا      | دايمنشن داتا                | 21 نقطة      |
| 10.                   | Nik Mohamad Azman Zulkifli ‏ | ماليزيا      | Forca-Amskins Racing        | 18 نقطة      |
| مصدر: ProCyclingStats |                             |              |                             |              |

### تصنيف الجبال
| تصنيف الجبال          | تصنيف الجبال              | تصنيف الجبال | تصنيف الجبال                        | تصنيف الجبال |
| الدراج                | الدراج                    | البلد        | الفريق                              | الوقت        |
| --------------------- | ------------------------- | ------------ | ----------------------------------- | ------------ |
| 1.                    | ألفارو دوارتي             | كولومبيا     | Forca-Amskins Racing                | 43 نقطة      |
| 2.                    | أرتيوم أوفتشكين           | روسيا        | Terengganu                          | 40 نقطة      |
| 3.                    | Bernardo Suaza ‏           | كولومبيا     | Manzana Postobón                    | 38 نقطة      |
| 4.                    | بنيامين ديبول             | أستراليا     | St George Continental               | 24 نقطة      |
| 5.                    | مارسيلو فيليبي هيرنانديز ‏ | الفلبين      | 7 Eleven-Cliqq Roadbike Philippines | 18 نقطة      |
| 6.                    | خوان فيليبي أوسوريو       | كولومبيا     | Manzana Postobón                    | 16 نقطة      |
| 7.                    | Amanuel Ghebreigzabhier ‏  | إريتريا      | دايمنشن داتا                        | 16 نقطة      |
| 8.                    | يسيد سييرا                | كولومبيا     | Manzana Postobón                    | 13 نقطة      |
| 9.                    | يفغيني جيديتش             | كازاخستان    | أستانا                              | 12 نقطة      |
| 10.                   | Muhammad Abdurrahman ‏     | إندونيسيا    | KFC                                 | 11 نقطة      |
| مصدر: ProCyclingStats |                           |              |                                     |              |

## تصنيف الفرق

### الفرق حسب الوقت
| تصنيف الفرق حسب الوقت | تصنيف الفرق حسب الوقت           | تصنيف الفرق حسب الوقت | تصنيف الفرق حسب الوقت |
| الفريق                | الفريق                          | البلد                 | الوقت                 |
| --------------------- | ------------------------------- | --------------------- | --------------------- |
| 1.                    | ويلير تريستينا-سيل إيطاليا      | إيطاليا               | 96 س 23 دقيقة 38 ث    |
| 2.                    | أستانا                          | كازاخستان             | + 14 ث                |
| 3.                    | دايمنشن داتا                    | جنوب أفريقيا          | + 33 ث                |
| 4.                    | Androni Giocattoli-Sidermec     | إيطاليا               | + 39 ث                |
| 5.                    | Sapura                          | ماليزيا               | + 1 دقيقة 46 ث        |
| 6.                    | Bennelong-SwissWellness-Cervélo | أستراليا              | + 15 دقيقة 38 ث       |
| 7.                    | Thailand Continental            | تايلاند               | + 18 دقيقة 37 ث       |
| 8.                    | CCC Sprandi Polkowice           | بولندا                | + 19 دقيقة 45 ث       |
| 9.                    | Kinan                           | اليابان               | + 23 دقيقة 23 ث       |
| 10.                   | Manzana Postobón                | كولومبيا              | + 24 دقيقة 01 ث       |
| مصدر: ProCyclingStats |                                 |                       |                       |

## وصلات خارجية
- الموقع الرسمي
- لمحة عن سباق طواف لانكاوي 2018 على موقع  ProCyclingStats   (برو  سايكلنج  ستاتس) - إحصاءات  محترفي  الدراجات.
- طواف لانكاوي 2018 على موقع إحصائيات الدراجات الإحترافية (الإنجليزية)